# Austrophyto cordobensis
Austrophyto cordobensis är en tvåvingeart som beskrevs av Guilherme A.M.Lopes 1990. Austrophyto cordobensis ingår i släktet Austrophyto och familjen köttflugor. Inga underarter finns listade i Catalogue of Life.